# Sergueï Katanandov
Sergueï Leonidovitch Katanandov (en russe : Сергей Леонидович Катанандов) est un homme politique de la fédération de Russie né le 21 avril 1955 à Petrozavodsk. Il est président de la république de Carélie du 17 mai 1998 au 30 juin 2010.

## Biographie
En 1977, Sergueï Katanandov obtient le diplôme de « ingénieur de bâtiment et construction » de l’université de Petrozavodsk. Il obtient des diplômes de gestion des organisations et de droit de l’Académie des services d’État. Durant 12 ans, il travaille dans les organisations de bâtiment et construction de Carélie.
En décembre 1991, il est nommé chef de l’administration de la ville de Petrozavodsk. En décembre 1993, Katanandov est élu député du conseil de la ville de Petrozavodsk. En mars 1994, il est élu maire de Petrozavodsk. Le 17 mai 1998, il est élu président de Carélie au deuxième tour des élections, avec 49,5 % des voix.
Le 12 mai 2001, sur l’ordre du président russe, il est nommé au présidium du Conseil de l’État.
Le 28 avril 2002, il est réélu comme président de la république de Carélie.
Le 30 juin 2010, Katanandov démissionne dans des circonstances peu claires. Andreï Nelidov est nommé par le président Dmitri Medvedev en remplacement de Katanandov.
Katanandov est marié, et a deux fils.